# بره خدا (فیلم)
بره خدا (به انگلیسی: Lamb of God) و (به اسپانیایی: Cordero de Dios)، یک فیلم درام در سال ۲۰۰۸ به کارگردانی لوسیا سردون است.

## نقش‌ها و بازیگران
بازیگران این فیلم عبارتند از:
- مرسدس موران در نقش ترزا، ۲۰۰۲
- مالنا سولدا در نقش ترزا، ۱۹۷۸
- خورخه ماراله در نقش آرتورو
- لئونورا بالکارس در نقش گیلرمینا
- خوان مینوئین به عنوان پاکو
- آریانا مورینی
- ماریا ایزکیردو در نقش ماریا پاز، ۲۰۰۲
- ایگناسیا آلاماند به عنوان ماریا پاز، ۱۹۷۸